# Musa acuminata
El plàtan vermell (Musa acuminata) és una planta tropical de la família de les musàcies, un dels progenitors de la banana o plàtan comercial, Musa × paradisiaca. Avui la immensa majoria de les plantacions existents desenvolupa alguna varietat conreada obtinguda per hibridació de Musa acuminata i Musa balbisiana, però en estat silvestre hi ha encara exemplars genèticament purs, i nombrosos conreus procedeixen solament de M. acuminata.

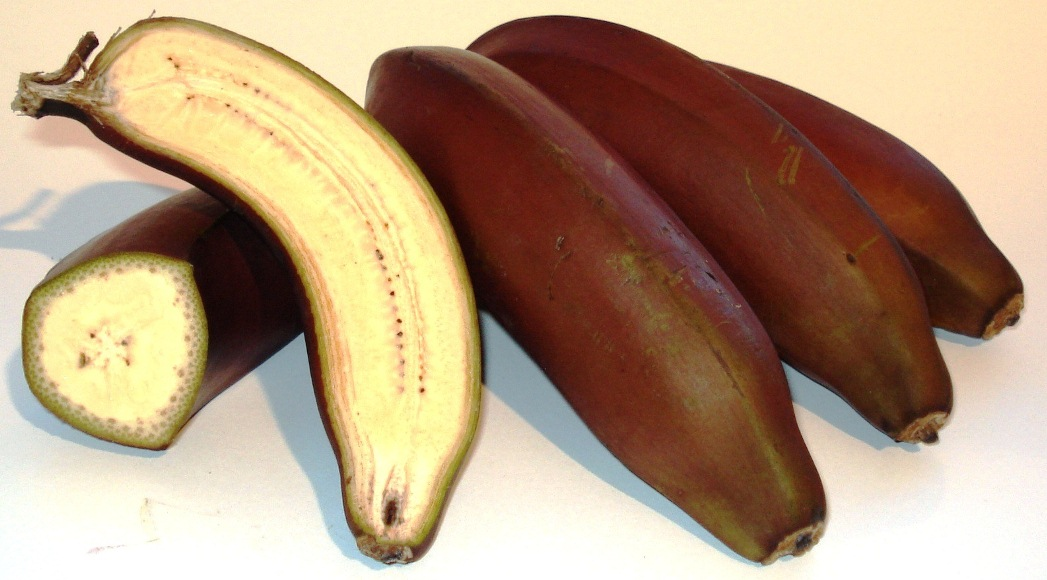
Fruita de Musa acuminata

És nativa d'Australàsia; creix naturalment a la regió de el sud-est asiàtic, des de l'Índia a la península de Malaca, a Ceilan, Filipines i part d'Oceania, incloent Austràlia i Samoa. Es va introduir a l'Àfrica al voltant de al segle IV a. C., d'on arribaria al Carib i Amèrica portada pels colons. Es conrea a Nova Guinea, Puerto Rico, República Dominicana, Veneçuela, Equador, Cuba, Colòmbia i Mèxic.
Requereix sòls ben drenats, fèrtils, lleugerament àcids o neutres. No tolera la sal. Prefereix el ple sol, encara que suporta la semiombra. És fràgil, per la qual cosa es fa malbé amb facilitat en llocs molt ventosos.